# ピエタ (ロッソ・フィオレンティーノ)
『ピエタ』（仏: Pietà、英: Pietà）は、イタリア・マニエリスム期の画家ロッソ・フィオレンティーノが1537-1540年ごろ制作した絵画である。本来、板上に油彩で描かれていたが、キャンバスに移転されている。フランス王フランソワ1世の廷臣のために、画家によって確実に制作された作品として知られる唯一のものである。X線による調査により、イエス・キリストと福音書記者聖ヨハネの身体の下に本来の、逆の構図があったことが示されている。十字架から降ろされたキリストの亡骸を抱いて悲しむ聖母マリアたちを描いているが、誇張された身振り、伸ばされ歪められ捻じれた人体表現でにより、典型的なマニエリスム様式を見せている作品である。パリのルーヴル美術館に所蔵されている。
ジョルジョ・ヴァザーリの『画家・彫刻家・建築家列伝』によれば、本作は、ロッソがフォンテーヌブロー宮殿のフランソワ1世のギャラリーの仕事を終えてからすぐに、元帥アンヌ・ド・モンモランシーにより委嘱された。ド・モンモランシーの紋章がキリストのクッションの下に描かれている。本来、彼のエクアン城の礼拝堂へ続くドア上部に掛けられていたが、1798年にルーヴル美術館に移された。

## 作品
キリストの身体は画面前景に提示され、その半分曲げられた身体が画面全体を覆っている。キリストの姿勢は聖母マリアに反響しており、絶望して伸ばされた彼女の両腕は画面端に届き、象徴的にキリストの磔刑による殉教を再現している。彼女は、鮮烈な赤色の重いベールで頭部を覆った敬虔な女性により支えられている。一方、キリストの足は、非常に洗練された衣服と髪形のマグダラのマリアと、右側でマグダラのマリア同様に複雑に身体を曲げ、背中を見せて跪いている福音書記者聖ヨハネによって支えられている。
人物像は事実上、画面空間全体を占め、開けられた石棺を模している暗い背景にわずかな空間を残しているにすぎない。人物像は英雄的で劇的な調子を帯び、それは身振りによって強調されているが、同時に厳粛に抑制されており、アントニオ・ナターリ (Antonio Natali)  は場面を「ギリシア悲劇の合唱」と形容した。1540年に自ら命を絶った画家のメランコリックな精神状態を表出した作品であると解釈されている。
赤色の濃淡の氾濫に目を奪われるが、顔に血が残るものの、キリストだけは赤く染まっていない。伝統的に白いはずの骸布も朱色のクッションに変えられている。光は画面の前景を照らして残留し、後景を暗闇のままに残している。光は、人物たちの衣服の様々な赤の色調を照らし、それは聖母マリアの首と頭部を巻く白い帯、マグダラのマリアの黄色いドレスと白いレースと対照をなしている。衣服の襞は硬く、ほとんど彫刻のようで、非常に鋭くみえる。
フォンテーヌブロー派の作品の洗練された様式以上に、本作は、とりわけ人物像のポーズにおいて『サン・セポルクロの十字架降降架』 (1528年) のような作品の苦難性を想起させる。そのため、ロッソがフランスに滞在した時代の初期よりも早い時期の制作であるという仮説を生み出している。しかしながら、この仮説は、1540年代に完成したという管理長官ド・モンモランシーの礼拝堂の建設を記述した文書とは矛盾する。なお、ルーヴル美術館では、制作年を1530-1540年ごろとしている。